# بیستون، بدفوردشر
بیستون (به انگلیسی: Beeston) یک روستا در بریتانیا است که در انگلستان واقع شده‌است.